# IPad (3.ª generación)
El iPad (anunciado como el nuevo iPad, en inglés “The new iPad” conocido coloquialmente como el iPad 3 o también por su modelo "mc706ty/a",) es la tercera generación del iPad, un dispositivo electrónico tipo tableta diseñado, desarrollado y comercializado por Apple Inc. La tercera generación de iPad incorpora una pantalla Retina, con resolución de 2048x1536 píxeles, el nuevo procesador Apple A5X, con doble núcleo en la CPU y cuádruple núcleo en la GPU, una cámara de 5 megapíxeles con grabación de vídeo Full-HD 1080, dictado por voz, 4G (LTE) y Siri (iOS 6, tercer trimestre de 2012). Está equipado con el sistema operativo iOS 9.3.6 orientado principalmente como plataforma de contenidos audiovisuales incluyendo libros electrónicos, periódicos, películas, música, juegos, presentaciones y contenidos web.

El nuevo iPad se lanzó en diez países el 16 de marzo de 2012. Obtuvo críticas en su mayoría positivas, obteniendo elogios por su pantalla Retina, procesador y capacidades 4G (LTE). Sin embargo, surgieron controversias debidas a las incompatibilidades con algunas bandas de LTE. Se vendieron tres millones de unidades en los primeros tres días.
Tras siete meses (221 días) de disponibilidad oficial, el iPad de tercera generación dejó de venderse el 23 de octubre de 2012, tras el anuncio del iPad con pantalla retina (4ª generación). El iPad de tercera generación se convirtió en el producto iOS de vida útil más corta. También es el último iPad que utiliza el conector Dock de 30 pines, dado que el iPad de cuarta generación y posteriores utilizan el conector Lightning.